# The Song Remains Not the Same
The Song Remains Not the Same – kompilacja amerykańskiego zespołu heavymetalowego Black Label Society. Wydawnictwo ukazało się 3 maja 2011 roku nakładem wytwórni muzycznej E1 Music. Płyta dotarła do 41. miejsca zestawienia Billboard 200 w Stanach Zjednoczonych sprzedając się w nakładzie 12 tys. egzemplarzy w przeciągu tygodnia od dnia premiery.
Na płycie znalazły się interpretacje utworów z repertuaru Black Sabbath, Crosby, Stills, Nash & Young, Simon & Garfunkel i Blind Faith oraz piosenki z dorobku Black Label Society w aranżacjach akustycznych.

## Lista utworów
Opracowano na podstawie materiału źródłowego.
1. ”Overlord” -	05:06
2. ”Parade Of The Dead” -	03:55
3. ”Riders Of The Damned” -	03:46
4. ”Darkest Days” -	04:05
5. ”Juniors Eyes” (cover Black Sabbath) -	05:26
6. ”Helpless” (cover Crosby, Stills, Nash & Young) -	04:36
7. ”Bridge Over Troubled Water” (cover Simon & Garfunkel) -	03:42
8. ”Can't Find My Way Home” (cover Blind Faith) -	03:38
9. ”Darkest Days” -	04:04
10. ”The First Noël” -	02:54

## Twórcy
Opracowano na podstawie materiału źródłowego.

- Zakk Wylde - wokal prowadzący, gitara, instrumenty klawiszowe, produkcja, miksowanie
- John DeServio - gitara basowa, wokal wspierający, koprodukcja, miksowanie
- Will Hunt - perkusja
- John Rich - gościnnie wokal
- George Marino - mastering
- Adam Klumpp - miksowanie, inżynieria dźwięku
- John Irwin (John Irwin Design) - okładka, oprawa graficzna